# Peter Onorati
Peter Onorati (Boonton, 16 maggio 1953) è un attore statunitense.

## Biografia
Nato negli Stati Uniti, ha origini italiane.
È noto per i ruoli televisivi di Charlie Howell in Civil Wars (1991-1993), Mr. Scotto in Murder One (1995-1997), Stanley Pearson in This Is Us (2017-2022) e Jeff Mumford in S.W.A.T. (2017-2019), inoltre per i ruoli cinematografici in Quei bravi ragazzi (1990) e Fallen Arches (2000).

## Filmografia

### Film
- Firehouse , regia di J. Christian Ingvordsen (1987)
- S.O.S. fantasmi (Scrooged), regia di Richard Donner (1988)
- Mortal Sins (1889)
- Apache - Pioggia di fuoco (Fire Birds), regia di David Green (1990)
- Quei bravi ragazzi (Goodfellas), regia di Martin Scorsese (1990)
- Cartoline dall'inferno (Postcards from the Edge), regia di Mike Nichols (1990)
- Vacanze a modo nostro (Camp Nowhere), regia di Jonathan Prince (1994)
- Not like Us, regia di Dave Payne (1995)
- Come ho conquistato Marte (Rocketman), regia di Stuart Gillard (1997)
- Shelter (1998)
- True Friends (1998)
- Tycus, regia di John Putch (1998)
- Just Looking, regia di Tyler Bensinger (1999)
- The Art of Murder, regia di Ruben Preuss (1999)
- Fallen Arches, regia di Ron Cosentino (2000)
- Lured Innocence (2000)
- Dancing in September, regia di Reggie Rock Bythewood (2000)
- Pedestrian (2000)
- Ordinary Sinner (2001)
- Inside Out (2005)
- Blood Deep, regia di Todd S. Kniss (2005)
- Jesus, Mary and Joey (2005)
- All In 	T.D. (2006)
- El Cortez (2006)
- Price to Pay (2006)
- The House That Jack Built (2009)
- Circle, regia di Michael Watkins (2010)
- Coming & Going (2011)
- Ghost Phone: Phone Calls from the Dead (2011)
- West End (2013)
- #Stuck (2014)
- Homecoming (2014)
- Batman vs. Robin, regia di Jay Oliva (2015) - voce
- Il lato oscuro della mia gemella (Twisted Twin), regia di Jeff Hare (2020)
- The Last Champion, regia di Glenn Withrow (2020)

### Televisione
- Kate e Allie (Kate & Allie) - serie TV, 9 episodi (1988-1989)
- In viaggio nel tempo (Quantum Leap) - serie TV, episodio 2x02 (1989)
- Cop Rock - serie TV, 11 episodi (1990)
- Civil Wars - serie TV, 36 episodi (1991-1993)
- Joe's Life - serie TV, 11 episodi (1993)
- Morte sul Rio Grande (River of Rage: The Talking of Maggie Keene), regia di Robert Iscove - film TV (1993)
- Nash Bridges - serie TV, episodio 4x11 (1998)
- Walker Texas Ranger (Walker, Texas Ranger) - serie TV, 4 episodi (2000)
- Jarod il camaleonte (The Pretender) - serie TV, episodio 4x12 (2000)
- Il tocco di un angelo (Touched by an Angel) - serie TV, episodio 6x13 (2000)
- Sex and the City - serie TV, episodio 4x08 (2001)
- FreakyLinks - serie TV, episodio 1x11 (2001)
- Il fuggitivo (The Fugitive) - serie TV, episodio 1x21 (2001)
- In tribunale con Lynn (Family Law) - serie TV, episodio 2x18 (2001)
- E.R. - Medici in prima linea (ER) - serie TV, episodio 7x22 (2001)
- Crossing Jordan - serie TV, episodio 1x03 (2001)
- Leap Years - serie TV, 4 episodi (2002-2004)
- Detective Monk (Monk) - serie TV, episodio 1x07 (2002)
- Providence - serie TV, episodio 4x12 (2002)
- American Dreams - serie TV, 8 episodi (2002-2004)
- NCIS - Unità anticrimine (NCIS) - serie TV, episodio 1x07 (2003)
- Man in the Mirror: The Michael Jackson Story, regia di Allan Moyle (2004) - film TV
- The Last Ride, regia di Guy Norman Bee (2004) - film TV
- JAG - Avvocati in divisa (JAG)- serie TV, episodio 10x07 (2004)
- Eyes - serie TV, episodio 1x03 (2005)
- CSI: NY - serie TV, episodio 2x03 (2005)
- Ghost Whisperer - Presenze (Ghost Whisperer) - serie TV, episodio 1x11 (2005)
- Conviction - serie TV, episodio 1x09 (2006)
- Las Vegas - serie TV, episodio 3x19 (2006)
- Tutti odiano Chris (Everybody Hates Chris) - serie TV, 5 episodi (2007-2009)
- Numb3rs - serie TV, episodio 4x06 (2007)
- Desperate Housewives - serie TV, 2 episodi (2008)
- Cold Case - Delitti irrisolti (Cold Case) - serie TV, episodio 7x08 (2009)
- 24 - serie TV, 2 episodi (2009)
- The Glades - serie TV, episodio 1x08 (2010)
- Leap Years - serie TV, 4 episodi (2011)
- Castle - serie TV, episodio 3x20 (2011)
- The Big Bang Theory - serie TV, episodio 5x18 (2012)
- CSI - Scena del crimine - serie TV, 2 episodi (2012)
- Sons of Anarchy - serie TV, episodio 5x09 (2012)
- The Exes - serie TV, episodio 4x06 (2014)
- Murder in the First - serie TV, 7 episodi (2014)
- 2 Broke Girls - serie TV, episodio 3x23 (2014)
- This Is Us - serie TV, 12 episodi (2017-2022)
- S.W.A.T. - serie TV, 28 episodi (2017-2019, 2021)
- Station 19 - serie TV, 3 episodi (2020)
- Mom - serie TV, episodio 7x15 (2020)
- The Rookie - serie TV, episodio 4x06 (2021)

### Doppiaggio
- Batman: The Brave and the Bold - serie animata, un episodio (2010)

## Doppiatori italiani
Nelle versioni in italiano delle opere in cui ha recitato, Peter Onorati è stato doppiato da:
- Pasquale Anselmo in Ghost Whisperer - Presenze,  Desperate Housewives, The Big Bang Theory, Station 19
- Paolo Marchese in Castle, The Mentalist, Il lato oscuro della mia gemella
- Luigi La Monica in Jarod il camaleonte, S.W.A.T.
- Luca Biagini in Detective Monk, Cold Case - Delitti irrisolti
- Carlo Valli in Apache - Pioggia di fuoco
- Claudio Capone in Morte sul Rio Grande
- Vittorio Guerrieri in NYPD - New York Police Department
- Roberto Draghetti in NCIS - Unità anticrimine
- Gaetano Varcasia in CSI: NY
- Giovanni Petrucci in 24
- Roberto Pedicini in The Glades
- Guido Sagliocca in Sons of Anarchy
- Paolo Buglioni in CSI - Scena del crimine
- Edoardo Siravo in Elementary
- Ennio Coltorti in Blue Bloods
- Mario Bombardieri ne Le regole del delitto perfetto
- Mauro Magliozzi in This is Us (ep. 1x11, 1x18)
- Roberto Fidecaro in This is Us (ep. 2x05, st. 3)
- Luca Violini in This is Us (ep. 4x05)
- Gianni Quillico in The Rookie